# Vargas
Vargas (hiszp. Estado Vargas) – jest jednym z 23 stanów Wenezueli. Nazwa stanu została mu nadana na cześć doktora José Maríi Vargasa, pierwszego cywilnego prezydenta Wenezueli. Stolicą stanu jest miasto La Guaira. Vargas leży w północnej części kraju i graniczy ze stanem Aragua od zachodu, Miranda od zachodu, Morzem Karaibskim od północy i Dystryktem Federalnym od południa.
Stan Vargas zajmuje powierzchnię 1497 km² i liczy 363 271 mieszkańców (30 czerwca 2014). Dla porównania, w 2001 liczył 320 970 mieszkańców.
W stanie rozwinął się przemysł spożywczy, petrochemiczny, drzewny oraz stoczniowy. Ludność stanu zajmuje się rybołówstwem.
Pod koniec 1999 roku stan znacznie ucierpiał w wyniku powodzi. Niemal całe jego terytorium zostało zalane, a tragedia pochłonęła tysiące ofiar.
Znajduje się tu część Parku Narodowego Waraira Repano.

## Gminy i parafie
W stanie Vargas jest tylko jedna gmina, Vargas. Gmina ta jest podzielona na 11 parafii.
- Vargas (La Guaira)
  - Caraballeda
  - Carayaca
  - Carlos Soublette
  - Caruao
  - Catia La Mar
  - El Junco
  - La Guaira
  - Macuto
  - Maiquetía
  - Naiguatá
  - Raul Leoni